# تام دوکروک
تام دوکروک (انگلیسی: Tom Ducrocq؛ زادهٔ ۲۵ اوت ۱۹۹۹) بازیکن فوتبال است.
از باشگاه‌هایی که در آن بازی کرده‌است می‌توان به باشگاه فوتبال لانس اشاره کرد.